# Seznam osebnosti iz Občine Slovenske Konjice
Seznam osebnosti iz Občine Slovenske Konjice vsebuje osebnosti, ki so se tu rodile, delovale ali umrle.
Naselje danes med drugimi obsega neuradne mestne predele Stari trg, Mestni trg, Pristava, Prevrat, v širše mestno območje pa se navezujejo nekdanje vasi oz. zaselki: Dobrava pri Konjicah, Spodnje Preloge, Zgornja Pristava, Konjiška vas (tudi Stare Konjice), Blato, Vešenik, Škalce, Gabrovlje, Bezina, Gabrovnik.

## Znanost in humanistika
- Herman Potočnik Noordung (1892 Pulj – 1929 Dunaj), raketni inženir, pionir kozmonavtike
- Ivan Rudolf  (1855 Slovenske Konjice – 1942 Slovenske Konjice), pravnik, odvetnik, narodni buditelj
- Janez Kupertin Naveršnik (1775 Slovenske Konjice – 1857 Slovenske Konjice), pravnik
- Julij Titl (1914 Vrhole pri Slovenskih Konjicah – 2014 Izola), geograf, gospodarski zgodovinar
- Jože Stabej (1896 Preloge pri Slovenskih Konjicah – 1980 Ljubljana), kulturnoprosvetni delavec in organizator
- Ivan Rudolf (1855 Slovenske Konjice – 1942 Slovenske Konjice), odvetnik, narodni buditelj
- Jurij Hauptmanič (1641 Slovenske Konjice – po 1700 ?), humanist, duhovnik
- Adolf Šuc (1913 Maribor – 1992 Celje), obrtnik, družbenopolitični delavec, predsednik občinskega ljudskega odbora Slovenske Konjice
- Hedviga Vidmar Šalamon (1942 Zagreb, Hrvaška –), uradnica, likovna ustvarjalka, službovala na Katastrskem uradu Okraja Celje in Slovenskih Konjicah
- Arpad Šalamon (1930 Subotica, Srbija – 2020 Celje), učitelj, grafik, član Društva likovnikov in fotografov v Konjicah
- France Prosnik (1945 Slovenske Konjice –), klinični psiholog, biblioterapevt, predavatelj
- Aleksandra Boldin (1972 Celje –), učiteljica, zgodovinarka, sociologinja, raziskovalka, popisala zgodovino Slovenskih Konjic, objavlja članke v strokovnem in lokalnem časopisju, prejemnica priznanja župana Občine Slovenske Konjice in keliha mesta Slovenske Konjice
- Anton Goričar (1892 Mozirje – 1974 Karlovec, Hrvaška), borec za severno mejo, splošni zdravnik v Slovenskih Konjicah
- Lidija Pratnemer (1951 Slovenske Konjice), pravnica, sodnica, humanitarna delavka

## Kultura, umetnost
- Avguštin Stegenšek (1875 Tevče – 1920 Maribor), častni konservator na Štajerskem (okraji Brežice, Celje, Slovenske Konjice, Slovenj Gradec)
- Fran Felicijan (1913 Vitanje – 1994 Slovenske Konjice), lončar, obrtnik, kulturnik, član sokolov
- Franc Purg (1955 Ptuj –), za Občino Slovenske Konjice je izdelal spomenik Svobode (Fontana za dve ptici)

### Glasba
- Anton Brcko (1911 Osek – 1939 Maribor), cerkveni glasbenik in zborovodja, organist v Slovenskih Konjicah
- Ivan Kocbek (1957 Maribor –), glasbenik, pedagog, novinar, od 1985 vodja Moškega pevskega zbora Ivo Štruc, od 1988 pa vodja Godbe na pihala Slovenske Konjice
- Makso Pirnik (1902 Preloge pri Slovenskih Konjicah – 1993 Šempeter pri Gorici), glasbenik, zborovodja, učitelj

### Slikarsto
- Marjan Skumavc (1947 Jurklošter – 2011 Babići, Istra, Hrvaška), slikar, risar, karikaturist, novinar
- Mojca Cerjak (1959 Maribor –), slikarka in ilustratorka
- Tomaž Fantoni (1822 Humin, Italija – 1892 Slovenske Konjice), slikar
- Alojz Osvatič (1874 Slovenske Konjice – 1959 Linz, Avstrija), slikar

### Kiparstvo
- Franc Zamlik (1708 Slovenske Konjice – 1758 Slovenske Konjice), kipar
- Franc Trilc (1698 Slovenske Konjice – 1758 Slovenske Konjice), kipar
- Vasilije Ćetković (1938 Lepenac, Črna gora –), kipar in slikar, v Konjicah je leta 2009 postavil kip ženske na konju

### Književnost
- Ivan Minatti (1924 Slovenske Konjice – 2012 Ljubljana), pesnik, prevajalec, urednik, Prešernov nagrajenec
- Jurij Vodovnik (1791 Skomarje – 1858 Skomarje), pesnik, ljudski pevec, njegov mentor je bil Anton Martin Slomšek
- Adelma Vay de Vaya (1840 Ternopil, Ukrajina – 1925 Slovenske Konjice), avstrijska pisateljica, začetnica spiritizma na Slovenskem
- Anica Černej (1900 Čadram – 1944 Neubrandenburg), pedagoginja, pisateljica in pesnica
- Zdenka Serajnik (1911 Prihova pri Oplotnici – 2003 Slovenske Konjice), znana profesorica, pisateljica, pesnica in prevajalka
- Branko Rudolf (1904 Slovenske Konjice – 1987 Maribor), esejist, kritik, pedagog, pesnik in pisatelj
- Vida Rudolf (1900 Slovenske Konjice – 1993 Ljubljana), pesnica in pisateljica
- Martin Zelenko (1928 Maribor – 2008 Slovenske Konjice), publicist, pesnik
- Pankracij Gregorc (1867 Videm pri Ptuju – 1920 Slovenske Konjice), pisatelj, pesnik, duhovnik
- Ivo I. Rudolf (1893 Slovenske Konjice – ?), pesnik in zdravnik
- Matija Malešič (1891 Črnomelj – 1940 Škofja Loka), pisatelj in pravnik, okrajni glavar v Slovenskih Konjicah
- Arkadij Videmšek (1898 Slovenske Konjice – 1918 Monte Valbella, Italija), pesnik
- Maja Furman (1980 Celje –), mladinska pisateljica in gledališčnica, prejemnica nagrade Občine Slovenske Konjice za dosežene uspehe na področju kulture leta 2012
- Aleš Jelenko (1986 Celje –), pesnik, urednik, idejni vodja literarnega festivala Spirala v Slovenskih Konjicah
- Radovan Milić (1955 Aranelovac, Srbija –), pisatelj, pesnik, publicist, ustanovitelj Slovenskega srbskega kulturnega humanitarnega društva Srečanje v Konjicah

## Religija
- Žiga Juvančič (1798 Slovenske Konjice – 1845 Laško), duhovnik
- Boštjan Glavinić de Glamoč (pred 1632 Pičen, Hrvaška – 1697 Slovenske Konjice), tolmač ruščine, škof

## Šport
- Jure Zdovc (1966 Maribor –), košarkar in trener

## Šolstvo
- Franc Praprotnik  (1849 Andraž nad Polzelo – 1933 Mozirje), šolnik in sadjar
- Franc Pirkmaier (1859 Slovenske Konjice – 1921 Fram), učitelj
- Jožef Pajek (1843 Prežigal pri Slovenskih Konjicah –1901 Maribor), duhovnik, pisatelj, zgodovinar
- Žiga Juvančič (1798 Slovenske Konjice – 1845 Laško), duhovnik
- Josip Zidanšek (1858 Špitalič pri Slovenskih Konjicah – 1930 Maribor), duhovnik
- Ivan Skuhala (1847 Sveti Tomaž – 1903 Ljutomer), kaplan v Slovenskih Konjicah
- Ivan Škafar (1912 Beltinci – 1983 Radlje ob Dravi), kaplan v Slovenskih Konjicah
- Boštjan Glavinić (1632 Pičen, Hrvaška – 1697 Slovenske Konjice), škof, redovnik
- Mihael Napotnik (1850 Tepanje – 1922 Maribor), duhovnik, škof, tri razrede ljudske šole obiskoval v Konjicah
- Ivan Pajk (1934 Prapretno – 2007 Slovenske Konjice), duhovnik
- Jožef Rozman (1812 Kranj – 1874 Slovenske Konjice), duhovnik, pisatelj, publicist
- Josip Šegula-Pec (1903 Ptujska Gora – 1980 Ljubljana), glasbeni pedagog in zborovodja, učil na osnovni šoli v Slovenskih Konjicah
- Alojz Zavolovšek (1928 Radmirje – 2017 Mozirje), slikar, likovni pedagog, profesor likovne vzgoje v Slovenskih Konjicah
- Marija Sekirnik (1934 Velika Nedelja – 2020 Šentjur), živela v Slovenskih Konjicah, pisateljica, inženirka gozdarstva, pomembna na področju izobraževanja odraslih
- Branko Rudolf (1904 Slovenske Konjice – 1987 Maribor), profesor, pesnik, urednik, publicist, prevajalec, edenod ustanoviteljev Čitalnice in šole v Konjicah

## Obrtništvo, podjetništvo
- Hugo Weriand Windisch-Grätz (1854 Firence, Italija – 1920 Planina pri Rakeku), plemič, podedoval dvorec Trebnik na Konjiški gori s posestvom v Konjicah
- Franc Saleški Lambrecht (1809 Slovenske Konjice – 1878 Gradec, Avstrija), trgovec
- Lovrenc Lavrič (1865 Šentvid pri Stični – 1931 Gradec, Avstrija), podjetnik, usnjar, lastnik usnjarne Pressinger v Slovenskih Konjicah
- Drago Perc (1913 Ljubljana – 1983 Ljubljana), usnjar, direktor Tovarne usnja v Konjicah
- Boris Podvršnik (1963 Maribor), župan Občine Zreče, prvi sekretar OZ ZVVS Slovenske Konjice